# Condrosarcoma

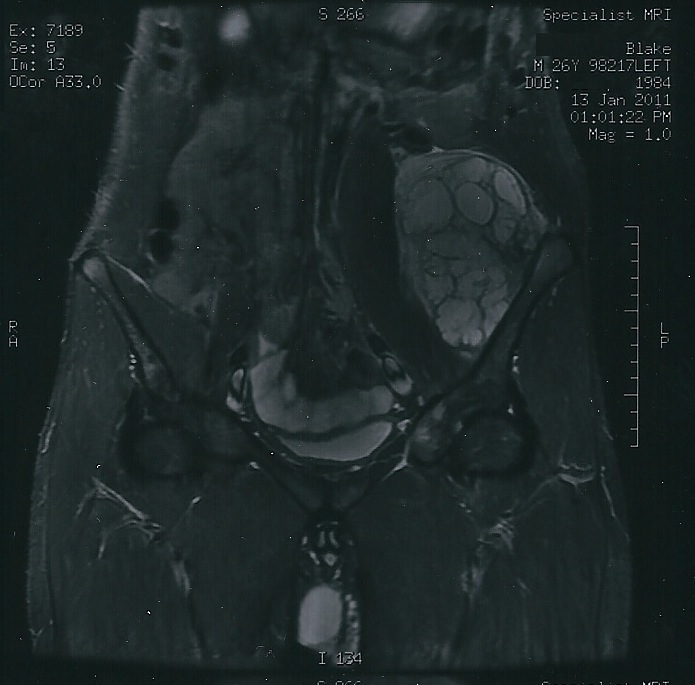
RMN de un condrosarcoma que afecta a la región izquierda de la pelvis.

El condrosarcoma es un tipo de tumor maligno o cáncer que afecta al cartílago, es la segunda neoplasia ósea más frecuente dentro del grupo de los tumores óseos primarios malignos. Representa la cuarta parte de todos los tipos de sarcomas primarios. Las características clínicas y morfologías del tumor son diversas. El 86 % de ellos son de tipo primario.

## Epidemiología
Afecta con igual frecuencia a ambos sexos, aparece generalmente en personas de más de 45 años, aunque se han dado casos en jóvenes e incluso en niños.

## Localización
Las localizaciones más frecuentes son pelvis, costillas, fémur y húmero.

## Anatomía patológica
El condrosarcoma es un tumor maligno mixto que presenta células formadoras de tejido cartilaginoso y elementos embrionarios.  Está formado por cartílago hialino y mixoide maligno. El comportamiento de este tumor es variable, existen formas de crecimiento lento con pocas posibilidades de metástasis y otras formas agresivas con gran probabilidad de diseminarse y hacer metástasis. Más de 90 % son de grado histológico bajo o intermedio, con crecimiento lento y un bajo potencial de metástasis. Solo del 5 al 10 % de los condrosarcomas son de grado 3, los cuales sí tienen una alta incidencia de metástasis.

## Clínica
El síntoma predominante es el dolor en la región afectada que suele ser intermitente y en ocasiones más intenso durante las horas de reposo nocturno. Los síntomas pueden prolongarse durante meses o años antes de realizar el diagnóstico, dado que el tumor suele ser de crecimiento lento y los síntomas poco llamativos al principio. Cuando está localizado cerca de las articulaciones puede afectar la movilidad. En ocasiones puede provocar síntomas por compresión de estructuras vecinas o apreciarse tumoración externa visible, raramente se presenta fractura del hueso afectado.

## Tratamiento
El tratamiento depende de la localización del tumor, su tamaño y el grado de agresividad determinado por la biopsia. En la mayor parte de los casos se recomienda cirugía con la extirpación completa de la lesión.